# 玛哈齐蒙克
玛哈齐蒙克（?—?），卫拉特蒙古土爾扈特部在16世紀時的首领。
玛哈齐蒙克是卡尔梅克汗国创始人和鄂尔勒克的曾祖父。他的父親是巴雅尔，祖父是苏赉，曾祖父是奇旺，祖先可追溯到贤义王太平。
玛哈齐蒙克有两个夫人一共生了十个儿子，长子贝果鄂尔勒克，次子翁贵。翁贵的五世孙丹忠被雍正帝封为青海蒙古土爾扈特南後旗扎萨克一等台吉，玄孙达尔扎被雍正帝封为青海蒙古土爾扈特南前旗扎萨克一等台吉。
| 前任： 巴雅尔 | 土尔扈特首领 16世纪中期 | 繼任： 贝果鄂尔勒克 |